# درآمد انفعالی
درآمد انفعالی نوعی درآمد است که خود به خود با کمترین زحمت در جهت کسب یا نگه داری آن به دست میآید و غالبا با منبع درآمد دیگری مانند یک شغل جانبی ترکیب می شود.
1. ↑  Royal, James (2021). "18 passive income ideas to help you make money in 2022". MSN.